# Richard Brabec

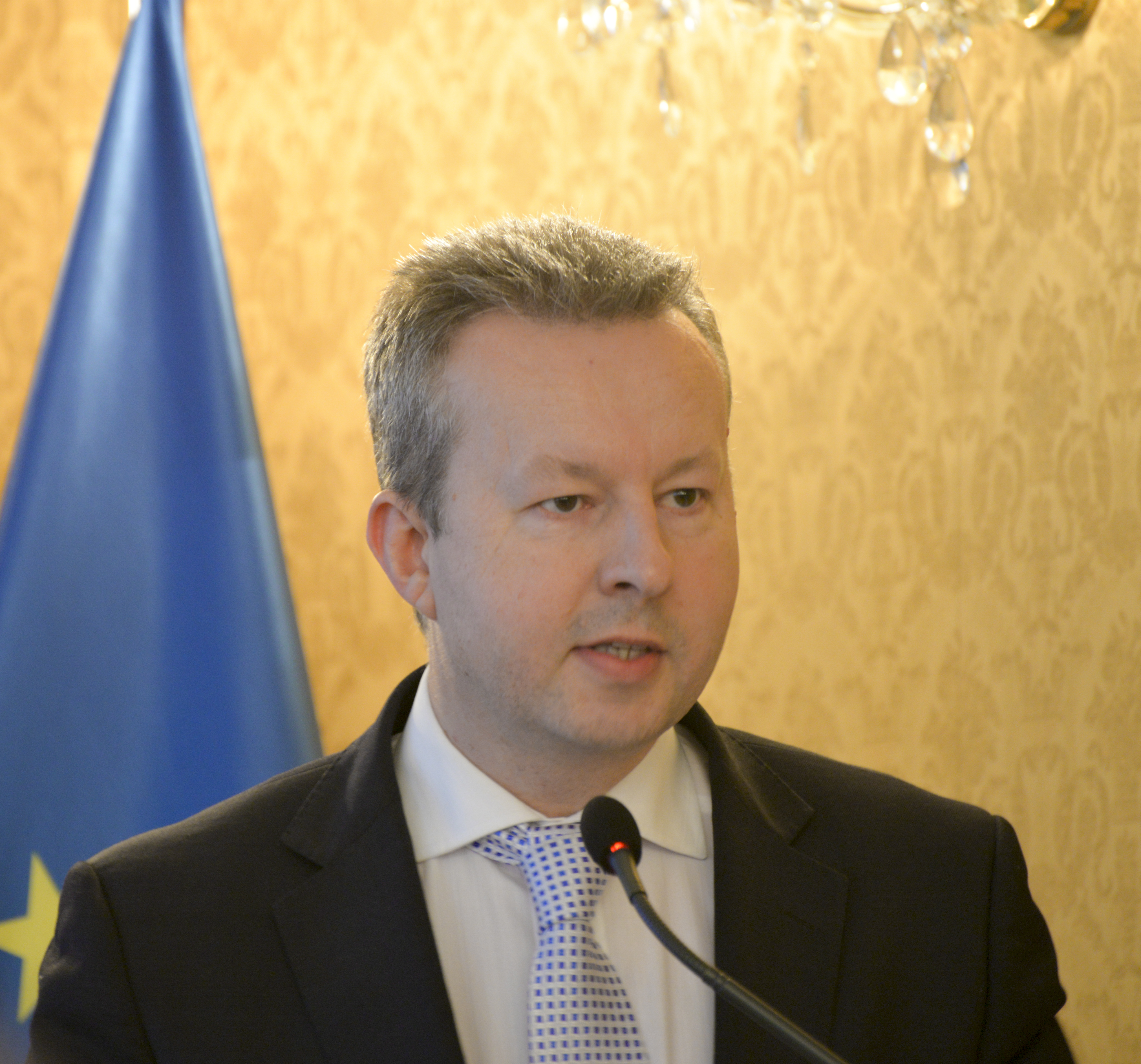
Richard Brabec (2014)

Richard Brabec (* 5. Juli 1966 in Kladno) ist ein tschechischer Politiker. Er war von 2014 bis 2021 Umweltminister der Tschechischen Republik.

## Leben
Brabec wurde am 5. Juli 1966 in Kladno geboren. Nach dem Besuch des Jan-Amos-Komenský-Gymnasiums in Nové Strašecí studierte er an der Fakultät für Naturwissenschaften der Karls-Universität in Prag und schloss mit dem Magister ab.
Er war Vorstandsmitglied in mehreren Gesellschaften, wie der PRaK (1994–1996), KR Leasing (1997–1999) und TOROL (1998–2000). Des Weiteren war er Generalsekretär der Tschechisch-Mährischen Warenbörse in Kladno, Vorsitzender der Finanzabteilung der Unipetrol, Kaufmännischer Geschäftsführer der Spolana und von 2005 bis 2011 Vorstandsvorsitzender der Lovochemie. Zudem war er auch Vorstandsmitglied der Tschechischen Chemischen Gesellschaft.
Richard Brabec ist verheiratet und hat 2 Söhne und unterhält auch Wohnsitze in Lovosice und Prag.

## Politische Laufbahn
Als Student trat Brabec der Samtenen Revolution bei und wurde Gründungsmitglied des Bürgerforums in Kladno. Im Jahre 1990 trat er für die Samtene Revolution zu den Kommunalwahlen an und wurde in den Stadtrat von Kladno gewählt. Nach der Auflösung der Samtenen Revolution im Jahre 1991 trat er in die Demokratische Bürgerpartei ein. Bei den Kommunalwahlen im Jahre 1994 verteidigte er seinen Posten im Stadtrat. Aufgrund der Proteste gegen die Demokratischen Bürgerpartei im Jahre 1997 trat er dort aus. Bei den Kommunalwahlen 1998 und 2002 trat er für die Freiheitsunion – Demokratische Union (US-DEU) an, scheiterte jedoch jeweils.
Bei den Regionalwahlen im Jahre 2000 stellte er sich für die US-DEU in der Quad-Koalition auf und wurde zum Vertreter der Mittelböhmischen Region gewählt. Im Jahre 2004 konnte er diesen Posten nicht verteidigen.
Im Jahre 2012 war er Vorsitzender der Politischen Bewegung ANO 2011 und ist seitdem immer noch Mitglied. Von August 2012 bis März 2013 war er deren Vorstandsmitglied. Er wurde auch zum Vorsitzenden des Landesverbandes der Aussiger Region gewählt. Ende 2015 wurde er mit deutlicher Stimmenmehrheit (87 %) wieder zum Vorstandsmitglied gewählt.
Bei der Abgeordnetenhauswahl in Tschechien 2013 wurde er leitender Abgeordneter der Aussiger Region. Am 29. Januar 2014 wurde er unter Bohuslav Sobotka zum Umweltminister der Tschechischen Republik ernannt.
Im Jahre 2014 trat er zu den Kommunalwahlen um den Stadtrat von Litoměřice an, scheiterte jedoch.
Im November 2024 wurde Brabec zum Hejtman (Landeshauptmann) des Kreises Ústí nad Labem gewählt.